# Litsea megalophylla
Litsea megalophylla är en lagerväxtart som beskrevs av Elmer Drew Merrill. Litsea megalophylla ingår i släktet Litsea och familjen lagerväxter. Inga underarter finns listade i Catalogue of Life.